# Diario de una ninfómana
Diario de una ninfómana es una película española uruguaya de 2008 dirigida por Christian Molina y basada en la novela autobiográfica de Valérie Tasso

## Sinopsis
Val tiene 28 años, es una mujer atractiva con estudios universitarios y una situación económica acomodada. 
Su característica principal es su gran curiosidad sexual, que la convierte en una mujer liberada que busca constantemente nuevas experiencias que sacien esta adicción. Lo que la lleva a acostarse con quien quiere y cuando quiere, este hecho tendrá sus aspectos positivos y negativos, ya que tras todas estas experiencias Val convierte el sexo en su forma de vida, se trata de una droga para ella, a través de la cual encontrará un tortuoso amor y llegará a ejercer la prostitución, en ambos casos sufriendo situaciones extremas que la harán sufrir y replantearse su vida.

## Reparto
- Belén Fabra como Valérie
- Leonardo Sbaraglia como Jaime
- Llum Barrera como Sonia
- Geraldine Chaplin como Abuela de Valérie
- Ángela Molina como Cristina
- Pedro Gutiérrez como Hassan
- José Chaves como Pedro
- Jorge-Yamam Serrano como Íñigo
- Antonio Garrido como Giovanni
- Jaume García Arija como Alessandro
- David Vert como Alex
- Javier Coromina como Harry
- Judith Diakhate como Cindy
- Natasha Yarovenko como Mae
- Laura De Pedro como Isa
- Mariona Tena como Estefanía
- Yanik Parra como Pedro
- Carlota Frisón como Prostituta Vané
- Mariana Expósito Castaño como Irene
- Alba Ribas como Val 21 Años
- Bastian Ckateau como Edouard
- Santi Monreal como Hombre Autobús
- Nilo Zimmerman como David
- Juan Carlos Claros como Indigente
- Ester Aira como Prostituta Calle
- Laura Gil como Prostituta
- Miko Jarry como Vigilante Cementerio 1
- Ferran Lahoz como Vigilante Cementerio 2
- Óscar García como Maitre Marisquería
- Carlos Olalla como Ejecutivo
- Chesu Puente como Mayte
- Jemi Paretas como Chico 22 Años
- Félix Mata como Chico 16 Años

## Polémica en la presentación en España
El cartel anunciador de la película mostraba a una mujer introduciéndose una mano por debajo de la braga, por lo que no fue aceptado por la empresa concesionaria de la publicidad en intercambiadores y marquesinas de transporte público de Madrid con motivo de su lanzamiento en España en octubre de 2008. El director manifestó: "Nos dejó mutilados y censurados en Madrid, lo que nos preocupa porque es el lugar donde pensábamos vender más entradas". El Ayuntamiento de Madrid se defendió diciendo que los productores no aceptaron poner la calificación por edades en el cartel. Por otra parte, la cadena de emisoras católicas COPE también prohibió la campaña publicitaria en sus emisoras asociadas.

## Ficha artística
- Belén Fabra: Valérie Tasso
- Leonardo Sbaraglia: Jaime
- Llum Barrera: Sonia
- Ángela Molina: Cristina
- Geraldine Chaplin: Marie Tasso
- Pedro Gutiérrez: Hassan
- José Chaves: Pedro
- Jorge Yaman: Íñigo
- Antonio Garrido: Giovanni
- Nilo Mur
- Natasha Yarovenko: Mae

## Ficha técnica
- Director: Christian Molina
- Productores: Julio Fernández Mariví de Villanueva
- Productores ejecutivos: Julio Fernández Carlos Fernández Mariví de Villanueva
- Directora de producción: Carla Pérez de Albéniz
- Director de fotografía: Javier G. Salmones
- Director de arte: Llorens Miquel
- Guion: Cuca Canals (Novela: Valérie Tasso)
- Música: Roque Baños
- Productora: Canónigo Films / Filmax